# Pouilley-les-Vignes
Pouilley-les-Vignes és un municipi francès situat al departament del Doubs i a la regió de Borgonya - Franc Comtat. L'any 2007 tenia 1.868 habitants.

## Demografia

### Població
El 2007 la població de fet de Pouilley-les-Vignes era de 1.868 persones. Hi havia 702 famílies de les quals 140 eren unipersonals (45 homes vivint sols i 95 dones vivint soles), 244 parelles sense fills, 281 parelles amb fills i 37 famílies monoparentals amb fills.
La població ha evolucionat segons el següent gràfic:
Habitants censats

### Habitatges
El 2007 hi havia 750 habitatges, 723 eren l'habitatge principal de la família, 3 eren segones residències i 24 estaven desocupats. 659 eren cases i 88 eren apartaments. Dels 723 habitatges principals, 586 estaven ocupats pels seus propietaris, 118 estaven llogats i ocupats pels llogaters i 19 estaven cedits a títol gratuït; 7 tenien una cambra, 28 en tenien dues, 55 en tenien tres, 175 en tenien quatre i 457 en tenien cinc o més. 660 habitatges disposaven pel capbaix d'una plaça de pàrquing. A 269 habitatges hi havia un automòbil i a 412 n'hi havia dos o més.

### Piràmide de població
La piràmide de població per edats i sexe el 2009 era:
| Homes | Edats   | Dones |
| ----- | ------- | ----- |
| 0     | 95 o +  | 0     |
| 0     | 90 a 94 | 0     |
| 4     | 85 a 89 | 8     |
| 16    | 80 a 84 | 20    |
| 8     | 75 a 79 | 12    |
| 28    | 70 a 74 | 40    |
| 40    | 65 a 69 | 16    |
| 52    | 60 a 64 | 40    |
| 72    | 55 a 59 | 64    |
| 84    | 50 a 54 | 104   |
| 88    | 45 a 49 | 72    |
| 68    | 40 a 44 | 64    |
| 72    | 35 a 39 | 100   |
| 44    | 30 a 34 | 36    |
| 28    | 25 a 29 | 40    |
| 52    | 20 a 24 | 36    |
| 96    | 15 a 19 | 60    |
| 76    | 10 a 14 | 104   |
| 40    | 5 a 9   | 76    |
| 28    | 0 a 4   | 40    |

## Economia
El 2007 la població en edat de treballar era de 1.273 persones, 879 eren actives i 394 eren inactives. De les 879 persones actives 834 estaven ocupades (438 homes i 396 dones) i 46 estaven aturades (22 homes i 24 dones). De les 394 persones inactives 145 estaven jubilades, 165 estaven estudiant i 84 estaven classificades com a «altres inactius».

### Ingressos
El 2009 a Pouilley-les-Vignes hi havia 732 unitats fiscals que integraven 1.921 persones, la mediana anual d'ingressos fiscals per persona era de 21.221 €.

### Activitats econòmiques
Dels 76 establiments que hi havia el 2007, 2 eren d'empreses alimentàries, 1 d'una empresa de fabricació de material elèctric, 1 d'una empresa de fabricació d'altres productes industrials, 8 d'empreses de construcció, 16 d'empreses de comerç i reparació d'automòbils, 3 d'empreses de transport, 2 d'empreses d'hostatgeria i restauració, 3 d'empreses financeres, 5 d'empreses immobiliàries, 13 d'empreses de serveis, 15 d'entitats de l'administració pública i 7 d'empreses classificades com a «altres activitats de serveis».
Dels 17 establiments de servei als particulars que hi havia el 2009, 1 era una oficina d'administració d'Hisenda pública, 1 oficina de correu, 1 una oficina bancària, 1 taller de reparació d'automòbils i de material agrícola, 1 taller d'inspecció tècnica de vehicles, 1 paleta, 3 guixaires pintors, 2 fusteries, 3 perruqueries, 1 agència immobiliària, 1 tintoreria i 1 saló de bellesa.
Dels 6 establiments comercials que hi havia el 2009, 1 era un hipermercat, 1 un supermercat, 1 una botiga de més de 120 m², 1 una llibreria, 1 una botiga de mobles i 1 una joieria.
L'any 2000 a Pouilley-les-Vignes hi havia 10 explotacions agrícoles que ocupaven un total de 312 hectàrees.

## Equipaments sanitaris i escolars
L'únic equipament sanitari que hi havia el 2009 era una farmàcia.
El 2009 hi havia 1 escola maternal i 1 escola elemental. Pouilley-les-Vignes disposava d'un col·legi d'educació secundària amb 638 alumnes.

## Poblacions més properes
El següent diagrama mostra les poblacions més properes.